# Чернуша

Чернуша — река в России, протекает в Опаринском районе Кировской области. Устье реки находится в 34 км по правому берегу реки Волманга. Длина реки составляет 11 км.
Исток реки в заболоченном лесу в 10 км к юго-западу от деревни Стрельская (центр Стрельского сельского поселения) и в 60 км юго-западнее посёлка Опарино. Река течёт на северо-запад по ненаселённому лесу.

## Данные водного реестра
По данным государственного водного реестра России относится к Камскому бассейновому округу, водохозяйственный участок реки — Вятка от города Киров до города Котельнич, речной подбассейн реки — Вятка. Речной бассейн реки — Кама.
По данным геоинформационной системы водохозяйственного районирования территории РФ, подготовленной Федеральным агентством водных ресурсов:
- Код водного объекта в государственном водном реестре — 10010300312111100035232
- Код по гидрологической изученности (ГИ) — 111103523
- Код бассейна — 10.01.03.003
- Номер тома по ГИ — 11
- Выпуск по ГИ — 1